# Атанасовско езеро
Вижте пояснителната страница за други значения на Атанасовско езеро.
Атанасовското езеро е езеро, разположено в границите на Бургас, между кварталите Изгрев и Сарафово и западно от тях. То е част от Бургаския езерен комплекс и граничи на изток чрез Атанасовска коса, която представлява около 1 km дълга пясъчна коса с Черно море. Езерото е крайбрежно и предлага голямо разнообразие на растителния и животинския свят, като част от тях са защитени от Закона за биологичното разнообразие и са световно застрашени. Атанасовското езеро е свързано чрез множество канали с Черно море, посредством които се отводнява. Общата площ на езерото е 7208,89 ха, с близо 9 км дължина и 4,3 км ширина, както 0,8 – 0,9 м дълбочина. За опазване на редки и изчезващи в страната и в Европа, гнездящи прелетни и зимуващи птици е създаден поддържаният резерват „Атанасовско езеро“.

## Обща информация
Поради високата соленост на водата на езерото от 20 до 27,5%, езерото се използва за солодобив по традиционен начин и местообитанията, характерни за влажната зона, са силно зависими от тази дейност във вида, в който се осъществява. Началото на това производство е през 1906 година. През езерото преминава по изкуствено построена дига новото шосе от Бургас за квартал Сарафово, Летище Бургас и за Варна. Стария път и жп линията Бургас – Поморие преминават през Атанасовската коса, успоредно на бургаския плаж. Дигата разделя езерото на две, свързани както по-между си така и с Черно море посредством канали. Сол се добива и в двете части, но предимно в южната част. Солеността на водата в езерото се повишава заради връзката на езерото с Черно море. Годишно се произвеждат по 40 000 тона морска сол.
През 1980 година северната половина от езерото е обявена за природен резерват. Година по-късно южната част на езерото и териториите, попадащи в непосредствена близост до бреговете на цялото езеро, са обявени за буферна зона към резервата. През 1999 година, съгласно изискванията на закона за защитените територии, резерватът е прекатегоризиран в категорията „поддържан резерват“. През 2001 година на брега на Южната част на езерото, до бензиностанцията на „Лукойл“ е изградено и функционира „Укритие за наблюдение на птици.“ През 2003 година е утвърден План за управление на защитената територия. През 2007 година бившата буферна зона е прекатегоризирана в защитена територия от категорията „защитена местност“. Съгласно закона за защитените територии резерватът се охранява и управлява от регионалната инспекция по околната среда и водите в Бургас, под контрола на МОСВ.

## Фауна
Срещат се немалко бозайници: видра, дива котка, полевка и др. Среща се също етруска земеровка, която е най-малкият бозайник в света. От голямо значение е също видрата, която е със статут на световно застрашена.
От особено значение за флората на езерото са птиците. Това е едно от най-богатите от орнитоложка гледна точка места в България. Тук на неголяма територия се наблюдават над 70% от всички птичи видове, които се срещат на територията на България. Установени са над 300 вида птици, от които 12 са обявени за застрашени от изчезване в планетарен мащаб. Сред тях са къдроглавият пеликан, малкият корморан, червеногушата гъска, белооката потапница и ливадният дърдавец. 17 вида птици, които гнездят на територията на Атанасовското езеро, са включени в Червената книга на България: речна рибарка, средиземноморска чайка и други. Голямото разнообразие от птици, които могат да се наблюдават близо до Атанасовското езеро се дължи особено на миграционния път Виа Понтика, който минава през района. Най-голям брой птици могат да се видят тук по време на есенната миграция.

## Пътеката на саблеклюна
Идеята за изграждането на посетителски център за туристи природолюбители датира от началото на 1990-те години.
„Пътеката на саблеклюна“ е разположена на брега на Атанасовско езеро, в района около Укритието за наблюдение на птици. Изградена е по проект „Солта на живота“, LIFE+, на Българска фондация Биоразнообразие. Представлява кръгов маршрут от 285 м, с информационни табели, посветени на дъждосвирцовите птици в Атанасовско езеро. През 2015 г. е изградена и наблюдателница за птици, изплетена от майстора от гр. Българово – Станко Киров.
„Главен герой“ на Пътеката е саблеклюнът Атанас, чрез чийто поглед по увлекателен начин се представят най-важните особености на дъждосворцовите птици.

## Пътеката на солта
Пътеката обхваща 820 м от велоалеята Бургас – Черноморски солници – Бургас в района около езерото и включва няколко отделни елемента. На асфалта са разположени различни стилизирани графични илюстрации, които представят някои от особеностите на Атанасовско езеро, както и най-характерните му обитатели. Саблеклюни, кръстосващи саби, рибарка, която хвърля въдица, кокилобегач на високи токове, солница, влакче, солничар и други са разположени по асфалта в две различни посоки – за велосипедистите, които идват от града, и за пешеходците, които се придвижват от новопостроения до Бункера паркинг (на мястото на кораба „Чайка“).
Към пътеката има изграден „Кът на солничаря“ – музейна експозиция на открито, която представя професията на солодобивниците в Атанасовско езеро и някои от характерните пособия, които ползват в работата си.

## Природозащитен лагер ,,Атанасовско езеро“
В продължение на повече от 35 години Атанасовското езеро е домакин на ежегодния природозащитен лагер „Атанасовско езеро“, организиран от Българското дружество за защита на птиците (БДЗП) . Доброволци и любители на природата от цяла България се събират на езерото, за да подкрепят опазването на птиците, като възстановяват изкуствени острови за гнездене и се учат от орнитолози за иновативни методи за защита на местообитанията на птиците. Тази инициатива е призната за най-стария доброволчески природозащитен лагер в България и е описана едновременно като „инкубатор за български природозащитници“ и „гражданска научна лаборатория“ .
По случай 30-годишнината си, лагерът стана част от наградено етнографско проучване на Татяна Гаркавая, „Картографиране на устойчиви почивки в България: Комбинирайте ваканцията си и доброволчеството!“ . Чрез социални медии и електронен пътеводител, Гаркавая подчерта потенциала на природните резервати като Атанасовското езеро за справяне с изменението на климата чрез подходи, основани на равенство между половете, приобщаващи и водени от общността .